# NGC 6129
NGC 6129 في الفهرس العام الجديد، هي مجرة، تقع في كوكبة الإكليل الشمالي (كوكبة). اكتشفت في 30 مايو 1791 بواسطة ويليام هيرشل.

## روابط خارجية
- NGC 6129 على موقع ويكي سكاي: DSS2, SDSS, GALEX, IRAS, Hydrogen α, X-Ray, Astrophoto, Sky Map, Articles and images